# Konoe
L'emperador Konoe (近卫 天皇, Konoe Tennō) (16 de juny del 1139 - 22 d'agost del 1155) va ser el 76è Emperador del Japó, segons l'ordre tradicional de successió. Va regnar des del 5 de gener del 1142 fins a la seva mort el 22 d'agost del 1155, a l'edat de 16 anys. El seu nom personal va ser Narihito (体 仁).
Va ser el novè fill d'Emperador Toba, el seu pare governava com a emperador enclaustrat durant el seu regnat.